# Merle Kennedy
Merle Kennedy (ur. 1967) – amerykańska aktorka.

## Filmografia
- 2003: Trzy dni w deszczu (3 Days of Rain) jako Tess
- 2002: May jako pani Kennedy, matka May
- 2001: Balonowy chłopak (Bubble Boy) jako Lorraine
- 2001: Sprawy rodzinne 2 (Family Law) jako prawniczka Marcii (serial TV)
- 2000: Gniew oceanu (The Perfect Storm) jako Deb Murphy
- 1999: Tyrone jako Emma Carol
- 1997: Śledztwo nad przepaścią (Switchback) jako Betty
- 1997: The Apocalypse jako Mailai
- 1996: Zork: Nemesis jako Alexandria Wolfe (gra komputerowa)
- 1996: Portret zabójcy (Profiler) jako Ann Turner (serial TV)
- 1995: Karzeł 3 (Leprechaun 3) jako Melissa
- 1995: Across the Moon jako kieszonkowiec
- 1995: Ostry dyżur (ER) jako Rene (serial TV)
- 1994: Junior jako Samantha
- 1994: Kolebka spisku (Moment of truth: Cradle of Conspiracy) jako Janine
- 1994: Noc demonów 2: Zemsta Angeli (Night of the Demons 2) jako Mouse/Melissa Franklin
- 1994: The Foot Shooting Party
- 1993: The Webbers jako przyjaciółka Mirandy
- 1992: Nemezis (Nemesis) jako Max Impact
- 1992: Perry Mason: Zrozpaczona panna młoda (Perry Mason: The Case of the Heartbroken Bride) jako Suzy Richards
- 1991: Dollman jako Maria
- 1991: She-Wolf of London jako Betsy (serial TV)